# One Slip
"One Slip" er en sang fra Pink Floyds album A Momentary Lapse of Reason fra 1987. Albummet har fået sin titel fra en linje i denne sangs tekster. Først blev den udgivet som en B-side til "Learning to Fly". Herefter blev den udgivet som den tredje single fra albummet i Storbritannien, hvor den ikke modtog stor succes, og udgivet som den fjerde single fra albummet i USA, hvor den klarede sig godt på Billboard Mainstream Rock Tracks hitlisten.

## Personale
- David Gilmour – guitar, lead vokal
- Nick Mason – perkussion
- Jim Keltner – trommer
- Tony Levin – Chapman Stick
- Jon Carin – keyboards
- Bob Ezrin – keyboards

| Musik | Spire Denne musikartikel er en spire som bør udbygges. Du er velkommen til at hjælpe Wikipedia ved at udvide den. |